# Taylor Gregory
Taylor Gregory (Saugus, 6 febbraio 1993) è un allenatore di pallavolo ed ex pallavolista statunitense, nel ruolo di centrale, assistente allenatore della Mississippi.

## Biografia
È sposato con l'ex pallavolista Delainey Aigner-Swesey. 

## Carriera

### Giocatore

#### Club
La carriera di Taylor Gregory inizia nei tornei scolastici californiani, giocando per la William S. Hart HS. Dopo il diploma gioca per i 49ers della CSU Long Beach, partecipando alla NCAA Division I dal 2012 al 2016, saltando la prima annata e raggiungendo le Final 6 durante il suo senior year, venendo anche inserito nella seconda squadra All-American.
Nella stagione 2016-17 firma il suo primo contratto professionistico col Raision Loimu, club della Lentopallon Mestaruusliiga. In seguito disputa lo NVA Showcase 2017 con il Rising Tide, concludendo la sua carriera nella pallavolo giocata. 

#### Nazionale
Nel 2013 partecipa con la nazionale statunitense Under-21 al campionato mondiale.

### Allenatore
Nel 2019 viene ingaggiato dalla formazione femminile della San José State, in NCAA Division I, dove ricopre per un quadriennio il ruolo di assistente allenatore. Nel 2023 si trasferisce alla Mississippi, dove ha la mansione di allenatore associato.

## Palmarès

### Premi individuali
- 2016 - All-America Second Team